# Казанский, Андрей Кронидович
Андрей Кронидович Казанский (7 июня 1949, Ленинград — 19 апреля 2023, Санкт-Петербург) — российский физик-теоретик, доктор физико-математических наук, ведущий научный сотрудник физического факультета Санкт-Петербургского (Ленинградского) государственного университета.

## Биография
Родился 7 июня 1949 года в Ленинграде. После окончания физико-математической школы № 45 при ЛГУ в 1966 году поступил на физический факультет ЛГУ имени А. А. Жданова. Во время обучения специализировался на кафедре теории ядра и элементарных частиц. После окончания университета в 1971 году поступил в аспирантуру, где его научным руководителем был А. Н. Васильев. Закончив обучение в аспирантуре в 1974 году, защитил кандидатскую диссертацию на тему «Функциональные преобразования Лежандра в квантовой теории поля». С 1974 по 1979 год работал в Ленинградском гидрометеорологическом институте в должности старшего научного сотрудника, с 1979 года — в ЛГУ на должности младшего научного сотрудника теоретического отдела НИИ физики. В 1985 году был переведен на должность старшего научного сотрудника. В 1998 году защитил докторскую диссертацию на тему «Исследование временной эволюции волновой функции как метод решения различных задач квантовой механики» по специальности 01.04.02 «теоретическая физика» и был назначен на должность ведущего научного сотрудника теоретического отдела НИИ физики.
С 2003 года в основном работал в Международном физическом центре в Доностии/Сан-Себастьяне (Страна Басков, Испания), где был избран профессором Баскского фонда науки, но участвовал также в научной работе на кафедре квантовой механики и регулярно приезжал в Санкт-Петербург.

## Научная деятельность
Сфера научных интересов Казанского была очень широка. В разные периоды своей научной работы он решал задачи в области квантовой теории поля; квантовой теории рассеяния и столкновений частиц, в том числе, с поверхностью твердого тела; теории электронной структуры атомов и молекул; теории взаимодействия атомов, молекул, наночастиц и поверхностей со сверхкороткими лазерными импульсами. Особо можно отметить исследования переноса заряда и импульса при столкновениях заряженных частиц с ридберговскими атомами; изучение электронных корреляций в континууме вблизи порога, в частности, при двукратной фотоионизации атома одним фотоном; исследования резонансных процессов при медленных столкновениях электронов с молекулами; разработку точного описания распада локализованного состояния при взаимодействии с континуумом. Автор оригинального подхода к решению различных задач теоретической атомно-молекулярной физики с помощью метода эволюции волновых пакетов, который составил основу его докторской диссертации Казанского. В частности, исследовал различные аспекты эволюции приповерхностных состояний на поверхностях благородных металлов, вызванные адсорбированными на поверхности атомами, проводил расчеты процессов, вызванных в различных образованиях атомного уровня (атомах, молекулах, кластерах) аттосекундными импульсами электромагнитного излучения в присутствии мощного инфракрасного лазерного поля. Автор около 300 научных статей в ведущих международных журналах, включая журналы Nature Publishing Group и Science.
Помимо обширной научной работы в разные годы преподавал на физическом факультете ЛГУ и в школе-интернате № 45 при ЛГУ. Общий педагогический стаж около 15 лет.

## Избранные публикации
- А. К. Казанский, В. М. Уздин. Зонные и кластерные приближения в периодической модели Андерсона // Физика твердого тела, 32:11 (1990),  3384–3391.
- А. Н. Васильев, А. К. Казанский, Ю. М. Письмак. Диаграммный анализ четвертого преобразования Лежандра // ТМФ, 20:2 (1974), 181–193.
- А. Н. Васильев, А. К. Казанский, Ю. М. Письмак. Уравнения для высших преобразований Лежандра в терминах 1-неприводимых вершин // ТМФ, 19:2 (1974), 186–200.
- А. Н. Васильев, А. К. Казанский. Свойства выпуклости преобразований Лежандра (вариационные методы в квантовой теории поля) // ТМФ, 15:1 (1973), 43–58.
- А. Н. Васильев, А. К. Казанский. Уравнения движения для преобразования Лежандра произвольного порядка // ТМФ, 14:3 (1973), 289–305.
- А. К. Казанский, А. Н. Васильев. Преобразования Лежандра порождающих функционалов в квантовой теории поля // ТМФ, 12:3 (1972), 352–369.